# Ricardo Anaya Cortés
 (22 août 2021).
Le texte peut changer fréquemment, n’est peut-être pas à jour et peut manquer de recul. 
Le titre et la description de l'acte concerné reposent sur la qualification juridique retenue lors de la rédaction de l'article et peuvent évoluer en même temps que celle-ci.
Pour les articles homonymes, voir Anaya et Cortés.
Ricardo Anaya Cortés, né le 25 février 1979 à Querétaro, est un avocat et homme politique mexicain, membre et ancien président du Parti action nationale (PAN).  
Il a occupé les postes de député fédéral à la 62e législature du Congrès de l'Union, de président de la Chambre des députés et chef du groupe parlementaire du principal parti d'opposition. Il est président du Parti d'action nationale de 2015 jusqu'au 9 décembre 2017, date à laquelle il démissionne pour se présenter à l'élection présidentielle de 2018. 
Emilio Lozoya Austin, ancien chef de PEMEX, a accusé Anaya en juillet 2020 d'avoir reçu un pot-de-vin de 6,8 millions de MXN pour soutenir la réforme énergétique en 2013-2014. Anaya a nié l'accusation et a insisté sur le fait qu'il avait soutenu la privatisation de PEMEX par conviction.

## Biographie
Ricardo Anaya Cortés est licencié en droit, diplômé de l'université autonome de Querétaro. Il est titulaire d'une maîtrise en droit fiscal de l'université del Valle de México, et d'un doctorat en sciences politiques et sociales de l'université nationale autonome du Mexique (UNAM).
Il est membre du Parti action nationale. En 2000, à l'âge de 21 ans, il est candidat du PAN au poste de député local dans le 14e arrondissement de Querétaro. De 2003 à 2009, il est secrétaire privé du gouverneur de l'État de Querétaro.
En 2005, à l'âge de 26 ans, il épouse Carolina Martínez Franco,. Il est le père de trois enfants, et sa famille vit à Atlanta, aux États-Unis. Il fait l'objet de critiques pour le montant de ses dépenses personnelles et son gout du luxe.
Le 1er avril 2011, il est nommé sous-secrétaire du ministère du Tourisme du gouvernement fédéral par le président mexicain Felipe Calderón.
Le 1er juillet 2012, il est élu à la Chambre des députés, dont il occupe la présidence du 1er septembre 2013 au 6 mars 2014. En septembre 2014, il remplace une première fois Gustavo Madero Muñoz à la présidence du PAN. Ce dernier reprend son poste en janvier 2015, avant d'être à nouveau remplacé par Anaya le 21 août de la même année.

## Prises de position
Il se situe à droite sur les questions économiques, défendant le libre marché, la réduction du rôle de l’État, les privatisations et les traités de libre-échange. Il s'engage contre la légalisation de l'avortement et la reconnaissance du mariage homosexuel.
En 2017, il donne une conférence à l'Université George-Washington sur les relations entre le Mexique et les États-Unis, où il rejette l'idée de Donald Trump de construire un mur à la frontière entre les deux pays[réf. nécessaire].
Le 9 décembre 2017, il annonce sa candidature à l'élection présidentielle de 2018 et quitte la présidence de son parti. Certains élus du PAN lui reprochent de se comporter de façon despotique et renoncent à soutenir sa candidature. L’épouse de l'ancien président Felipe Calderón, Margarita Ester Zavala Gómez del Campo, va jusqu'à se présenter en tant qu’indépendante, avant de renoncer.

## Accusations de corruption
Son image est entachée par plusieurs affaires de corruption. Lors de la pré-campagne électorale de 2018, Ricardo Anaya a été impliqué par la presse mexicaine dans un scandale pour blanchiment d'argent présumé, bien que son niveau d'implication dans ce possible crime ne soit pas établi. Ricardo Anaya, notamment, fait l'objet d'une enquête de la justice espagnole pour blanchiment d'argent dans son État natal de Querétaro.
En 2021, le bureau du procureur général enquête sur Ricardo Anaya dans le cadre de l'enquête qui a commencé sur la base des déclarations de l'ancien directeur de Pemex, Emilio Lozoya Austin. L'ancien responsable fédéral a déclaré qu'Anaya, comme d'autres membres de son parti et d'organisations politiques, avait reçu des pots-de-vin pour approuver la réforme énergétique sous le gouvernement d'Enrique Peña Nieto, Face à ces accusations, Anaya a déclaré qu'il va se défendre et présenter des preuves concluantes pour démasquer le processus judiciaire qu'il souhaite ouvrir à son encontre. Pour cette raison, il a déclaré : « Je vais devoir m'absenter [du pays] pendant une saison, j'espère que ce sera très court »,,.
Ricardo Anaya est considéré comme fugitif par la justice : après son départ du pays, il n'a pas respecté une ordonnance de présentation émise par le Bureau du procureur général (FGR) afin qu'il se présente devant un tribunal afin de répondre des délits de blanchiment d'argent et d'enrichissement illicite qui lui sont imputés.
Les accusations pour "l'affaire Odebrecht" et sa décision de quitter le pays éloignent l'ancien candidat présidentiel du PAN des noyaux du pouvoir du parti, concentrés lors des élections régionales de juin 2022.